# Resolució 621 del Consell de Seguretat de les Nacions Unides

## La Resolució 621
La Resolució 621 del Consell de Seguretat de les Nacions Unides sobre la situació relativa al Sàhara Occidental, va tenir lloc després que el Marroc i el Front Polisario arribessin a un acord, el 30 d'agost de 1988, sobre la base de l'informe conjunt emès pel Secretari General i el President de l'Organització de la Unitat Africana (OUA) i va ser aprovada per unanimitat el 20 de setembre de 1988.
El Consell va prendre nota de l'ansietat d'aquests esforços per donar suport a un referèndum d'autodeterminació del poble del Sàhara Occidental, organitzat i supervisat per les Nacions Unides conjuntament amb l'OUA. En aquest ordre d'idees, la resolució va decidir nomenar un Representant Especial per al Sàhara Occidental i demanar al Secretari General que trameti un informe sobre la celebració del referèndum i els mitjans per organitzar-lo i supervisar-lo entre totes dues Organitzacions.

## Conseqüències
L'ONU va crear la Minurso (missió de les Nacions Unides pel referèndum del Sàhara Occidental), per mitjà de la Resolució 690 del Consell de Seguretat de l'ONU, de 29 d'abril de 1991, on es fixava la data del referèndum pel 26 de gener de 1992. El referèndum mai es va arribar a celebrar i segueix bloquejat per innumerables reclamacions del govern marroquí.